# Parque Nacional Wandoo
O Parque Nacional Wandoo é um parque nacional na Austrália Ocidental, a 80 km a leste de Perth. O parque abrange 44.000 hectares de área.